# 全米美術大学協会
全米美術大学協会（ぜんべいびじゅつだいがくきょうかい、英語: Association of Independent Colleges of Art and Design、AICAD）とは、アメリカ合衆国において設立された芸術教育を行う大学の協会。
1991年、既に存在していた全米美術学校協会があらゆる美術学校の懇親組織であるのに対して、大学教育に関する相互協力に特化した協会として設立された。加盟組織は基本的に高等教育の学位授与が可能な組織に限られ、全米美術学校協会の認可を得ている大学機関に限定されている。また加盟大学は芸術教育の専門大学でなければならず、総合大学の一学部などは加盟を許可されていない（欧米にしばしば見られる複数大学制の一部、もしくは付属の美術研究所などであれば可）。協会は加盟大学の芸術教育における歴史と業績を一般に報告することで、大学での美術教育の選択肢を広報している。加えて定期的にニューヨーク市の協会本部で加盟大学の学長による協議会を行い、加盟大学間の情報を交換して必要な協力を取り決めている。
加盟大学の一覧は協会の公式サイトで確認が可能である。現在までにアメリカ国内に設置された36校の大学と、7校の海外加盟校から編成されている。

## 加盟大学
- ラグナ芸術大学
- カリフォルニア芸術大学
- コロンブス芸術大学
- モーア芸術大学
- オレゴン芸術大学
- リングリング芸術大学
- ペンシルベニア芸術大学
- フィラデルフィア芸術大学
- マサチューセッツ芸術大学
- ミルウォーキー芸術大学
- ミネアポリス芸術大学
- クーパー・ユニオン
- プラット・インスティテュート
- カレッジ・クリエイティブ・スタジオ
- スクール・オブ・ビジュアル・アーツ
- パーソンズ・スクール・オブ・デザイン
- アートセンター・カレッジ・オブ・デザイン
- レスリー大学附属ボストン美術研究所
- ロードアイランド・スクール・オブ・デザイン
- ペンシルベニア美術アカデミー
- シカゴ美術館附属美術大学
- ボストン美術館附属美術大学

- シンシナティ美術大学
- カリフォルニア美術大学
- クリーブランド美術大学
- コーコラン美術大学
- コーニッシュ美術大学
- ライムアカデミー美術大学
- メイン美術大学
- メリーランド美術大学
- メンフィス美術大学
- モントセラット美術大学
- オーティス美術大学
- パシフィック・ノースウェスト美術大学
- サンフランシスコ美術大学

海外加盟校
- 大阪芸術大学（日本）
- バレン芸術大学（アイルランド）
- アルバータ芸術大学（カナダ）
- オンタリオ州立芸術大学（カナダ）
- エミリー・カー美術大学（カナダ）
- ノバスコシア美術大学（カナダ）
- メルボルン大学付属美術研究所（オーストラリア）